# 書式
書式（しょしき）とは、文書における体裁を表現する語、および文字のスタイル（太字など）を表現する語である。

## 文書としての書式
文書を作成するときに、インデントなどを行ったり、適時改行などをしたりして文字の体裁を整えることを表す。レイアウトなどといわれることもある。
詳しくはJIS X 4051を参照のこと。

## 文字のスタイルとしての書式
文字のスタイルを表す語句として使用される場合は、文字の形式などを変更するために用いられる。文字飾りと呼ぶこともある。ワープロソフトなどでは標準で変更する機能があるものが多い。該当の機能を持ったフォントなどもある。

### 種類

#### 太字
太字は文字を太くするのに用いられる。通常強調するなどの目的で用いられる。たてと横の両方に対して太くする場合と、横方向のみ太くする場合がある。

#### 斜体
斜体は文字の上部を右にずらすことで表現する手法である。縦書き時には右側を上にずらすことで表す。

#### 白抜き文字
白抜き文字は文字の輪郭のみで表現する書式である。太い字で用いられることが多い。文書のタイトルや看板などで用いられる。数学においては特殊な意味を持つことがある。

#### 影つき文字
主に白抜き文字の右下に黒で文字をつける書式である。白抜き文字と同様に文書のタイトルや看板などで用いられる。

#### 立体文字
文字が飛び出たように表現する書式である。白抜き文字と同様に文書のタイトルや看板などで用いられる。

#### 下線
文字の下に線を引く手法で文字の強調などに用いられる。WEBではリンクのアンカーに用いる。アンダーラインとも呼ぶ

#### 上線
文字の上に線を引く手法で文字の強調などに用いられる。アッパーラインとも呼ぶ

#### 傍線
傍線は縦書き時に右側あるいは左側に引く線で文字の強調などに用いられる。

#### 打ち消し線
打ち消し線は文字の中央に複数の文字をまたぐ形で引く線であり、通常は単語や文の削除に用いる。

#### 圏点
圏点は縦書き時の各文字の脇および横書き字の文字の上につける点のことであり、主に強調に用いる。

#### フォント
文字のフォントの種類を指定する。

#### 倍角文字など
文字を大きくする手段として倍角文字や4倍角文字を用いたり、逆に半角文字を用いたりする。

#### 網掛け文字
文字の背景にパターンを入れて表現する。強調する場合と、打ち消す場合がある。

#### 囲み文字
文字や単語を囲む。

#### 色つき文字
文字色をつけて表現する。

#### 反転文字
文字の文字色と背景色を逆にする。

#### 回転文字
文字の向きを変更する。